# 함경북도의 사찰 목록
다음은 함경북도에 위치한 절 목록이다.

## 목록
- 개심사 - 함경북도 명천군 칠보산 소재 절

## 같이 보기
- 한국의 사찰 (지역별)